# Хиллкоут, Джон
Джон Хи́ллкоут (англ. John Hillcoat, род. 1961, Квинсленд, Австралия) — австралийский кинорежиссёр и сценарист.

## Карьера
Неоднократно работал с Ником Кейвом и «Depeche Mode». Также снял для группы «Maroon 5» музыкальный клип на песню «Makes Me Wonder».
Фильм «Дорога» номинировался на Золотого льва на 66-м Венецианском кинофестивале.
28 апреля 2023 года стало известно, что кинокомпания New Regency собирается экранизировать роман Кормака Маккарти «Кровавый меридиан», а Хиллкоут займется режиссурой фильма.

## Фильмография
| Год  |   | Русское название            | Оригинальное название          | Роль                |
| ---- | - | --------------------------- | ------------------------------ | ------------------- |
| 1988 | ф | Призраки гражданской смерти | Ghosts of the Civil Dead       | сценарист, режиссёр |
| 2005 | ф | Предложение                 | The Proposition                | режиссёр            |
| 2009 | ф | Дорога                      | The Road                       | режиссёр            |
| 2012 | ф | Самый пьяный округ в мире   | Lawless                        | режиссёр            |
| 2016 | ф | Три девятки                 | Triple Nine                    | режиссёр            |
| 2017 | с | Чёрное зеркало              | Black Mirror эпизод «Крокодил» | режиссёр            |

### Видеоклипы
- Siouxsie and the Banshees — Stargazer (1995)
- Manic Street Preachers — Australia (1996)
- Bush — Personal Holloway (1997)
- Placebo — You Don’t Care About Us (1998)
- Therapy? — Church Of Noise (1998)
- Therapy? — Lonely, Cryin' Only (1998)
- HIM — Join Me in Death (2000)
- Depeche Mode — I Feel Loved (2001), Freelove (2001) & Goodnight Lovers (2002).
- Джемма Хейз — Hanging Around (2002)
- Nick Cave and the Bad Seeds — Babe I’m On Fire (2003)
- AFI — Silver and Cold (2003)
- Muse — Time is Running Out (2003)
- Massive Attack — The Spoils (2016)